# 十二消息卦
十二消息卦（じゅうにしょうそくか）とは、漢易において1年12月二十四節気に易の卦を配したものをいう。

## 概要
| 卦形 |      |      |      |      |      |      |      |      |      |      |      |      |
| 卦名 | 復   | 臨   | 泰   | 大壮 | 夬   | 乾   | 姤   | 遯   | 否   | 観   | 剥   | 坤   |
| ---- | ---- | ---- | ---- | ---- | ---- | ---- | ---- | ---- | ---- | ---- | ---- | ---- |
| 節気 | 冬至 | 大寒 | 雨水 | 春分 | 穀雨 | 小満 | 夏至 | 大暑 | 処暑 | 秋分 | 霜降 | 小雪 |
| 節気 | 小寒 | 立春 | 啓蟄 | 清明 | 立夏 | 芒種 | 小暑 | 立秋 | 白露 | 寒露 | 立冬 | 大雪 |
| 月建 | 子   | 丑   | 寅   | 卯   | 辰   | 巳   | 午   | 未   | 申   | 酉   | 戌   | 亥   |
| 夏暦 | 11月 | 12月 | 1月  | 2月  | 3月  | 4月  | 5月  | 6月  | 7月  | 8月  | 9月  | 10月 |

1年のあいだに陰陽の気が消息する様子を爻を用いて表し、冬至に一陽生じ、陽気が徐々に盛んになって消滅していく。陽気が極まると夏至に一陰生じ、陰気が徐々に盛んになり陽気は消滅していく。

## 成立
消息は漢代の易学で重要視される概念で、宇宙の陰陽二気は互いに伸長退縮を繰り返しており、消息卦12種類はその状態を表現している特殊なシリーズとみる考えである。気の無限循環的消長、季節の無限循環を示すとされる
乾はは全て陽でできた純陽の卦だが、下に陰があらわれ次第に浸食してきて、姤、遯、否、観、剥となり
ついに全て陰が占めた純陰の坤となる。すると今度は下から芽生えた陽が成長して、復、臨、泰、大壮、夬となりまた元の陽に戻る。これらの12の卦を十二消長卦、十二消息卦という。64卦で君たる重要な卦とされ以外の卦は雑卦とされる。
陰陽の消長という考え方と、前提となる爻の陰陽反転移動の可能性（漢易の動爻）は、易経本体の卦辞爻辞では明瞭ではない。
のちの注釈・彖伝の、復、臨、剥の卦には今の卦の形は別のものから変化したとして、陰陽の消長を認めるような記述があらわれる。ただしこの説明は、すべての消長卦に一貫している訳ではなく、また必ずしも爻の反転移動でなくとも解釈はできるという。
少なくとも「別のものから変化した」という考え方は見え、このあたりから繋辞伝の説く「易は変易する」という定義が導かれ、 またのちの漢易の複雑な解釈法（消息、動爻、升降など）の根拠のひとつとなった。 
また「陰陽の消長」は中国民族の自然・天候への感覚に背景があり、易経以外にもみられる。
呂氏春秋、礼記・月令では季節の寒暖変化を天の気（陽）、地の気（陰）の上昇下降で説明している。冬至・夏至はそれぞれ陰陽の気の極尽の時でありながら、その時すでに対極の気の萌芽が生まれている。陰陽の二気が単独で成立するのではなく常に補完的に流れていることを説明する。これは彖伝と同じ陰陽の消長の考え方である。
漢代の天人相関思想の流行のもと、易占も自然の機械的運行と政治とに結びつけられた。京房の占法で十二消息卦は、君主の卦とされ、また12の月を支配する卦とされ、重要な卦のシリーズとして説明されるようになった。